# Mistrzostwa Europy juniorów w saneczkarstwie
Mistrzostwa Europy Juniorów w saneczkarstwie zostały rozegrane po raz pierwszy w 1955 roku w szwajcarskim Davos. Organizatorem imprezy jest Międzynarodowa Federacja Saneczkowa (FIL). Uczestnikami mistrzostw mogą być zawodnicy, którzy w roku rozgrywania imprezy nie osiągają 20 roku życia.
Początkowo zawody były rozgrywane corocznie, w konkurencjach jedynek kobiet i mężczyzn oraz w dwójkach mężczyzn. W latach 1981–1989 mistrzostwa rozgrywano co 2 lata, na przemian z mistrzostwami świata. W latach 1990–2010 zawodów nie rozgrywano, powróciła ona do kalendarza FIL w 2011 roku, ponownie jako zawody coroczne. W 2012 roku do rozgrywanych konkurencji dołączono sztafety.
Dotychczas zawody o mistrzostwa Starego Kontynentu anulowano trzy razy. Działo się to w latach 1963, 1967, 1970.
Dwukrotnie organizatorem imprezy była Polska. W 1965 gospodarzem był Karpacz, natomiast w 1979 Krynica-Zdrój.
Dotychczas w klasyfikacji medalowej prowadzi RFN, którego reprezentanci zdobyli 36 medali złotych. Na drugim miejscu plasują się Niemcy z 25 medalami złotymi, a na trzecim Austria.
Polska znajduje się na szóstym miejscu, mając na koncie cztery medale złote, cztery srebrne i dziesięć brązowych.

## Jedynki kobiet
| Rok i miejsce              | Zwycięzca            | 2. miejsce          | 3. miejsce              |
| -------------------------- | -------------------- | ------------------- | ----------------------- |
| 1955 Davos                 | Lotti Vanoni         | Sieglinde Profanter | Doris Kistler           |
| 1956 Weißenbach bei Liezen | Ida Konrad           | Berta Bürkl         | Olga Schrott            |
| 1957 Vipiteno              | Annemarie Mayr       | Olga Schrott        | Brigitte Fink           |
| 1958 Oberhof               | Baldrun Mille        | Christa Kühn        | Hanni Possmoser         |
| 1959 Weißenbach bei Liezen | Gretl Angerer        | Zenzi Plenk         | Karin Kurz              |
| 1960 Villach               | Hanni Possmoser      | Karin Kurz          | Anna Stock              |
| 1961 Davos                 | Helga Meusinger      | Marlene Kahr        | Lucia Hackelsberger     |
| 1962 Bad Aussee            | Helga Meusinger      | Helga Gugganig      | Antonia Lanthaler       |
| 1963 Schönau am Königssee  | Zawody odwołano      | Zawody odwołano     | Zawody odwołano         |
| 1964 Kufstein              | Irena Kawa           | Sofia Hłasko        | Uta Schipanski          |
| 1965 Karpacz               | Wiesława Martyka     | Adelheid Reckewitz  | Danuta Baraś            |
| 1966 Igls                  | Marlies Renoth       | Anna-Maria Müller   | Małgorzata Głowaczewska |
| 1967 Friedrichroda         | Zawody odwołano      | Zawody odwołano     | Zawody odwołano         |
| 1968 Schönau am Königssee  | Dana Beldová         | Angela Knösel       | Wiesława Martyka        |
| 1969 Hammarstrand          | Elisabeth Demleitner | Dana Beldová        | Rosita Streit           |
| 1970 Villard-de-Lans       | Zawody odwołano      | Zawody odwołano     | Zawody odwołano         |
| 1971 Mariańskie Łaźnie     | Margit Schumann      | Desa Linski         | Ute Rührold             |
| 1972 Kufstein              | Eva-Maria Wernicke   | Teresa Bugajczyk    | Małgorzata Kretowicz    |
| 1973 Valdaora              | Sarah Felder         | Steffi Eissmann     | Heidemarie Reiss        |
| 1974 Schlehdorf            | Sarah Felder         | Sieglinde Kaiser    | Sieglinde Peschel       |
| 1975 Oberhof               | Monika Jedamski      | Roswitha Stenzel    | Elvira Schreiber        |
| 1976 Imst                  | Melitta Sollmann     | Teresa Maziarz      | Veronika Huhn           |
| 1977 Igls                  | Andrea Fendt         | Elke Djan           | Ilona Brand             |
| 1978 Winterberg            | Roswitha Stenzel     | Bettina Schmidt     | Andrea Fendt            |
| 1979 Krynica-Zdrój         | Bettina Schmidt      | Martina Günl        | Elke Djan               |
| 1980 Hammarstrand          | Heike Popel          | Ute Weiß            | Eleonora Czeremisina    |
| 1981 Bludenz               | Steffi Martin        | Birgit Weise        | Jutta Garbe             |
| 1983 Igls                  | Christine König      | Anke Popel          | Heike Grübler           |
| 1985 Schönau am Königssee  | Veronika Oberhuber   | Nadieżda Szmitowa   | Susi Erdmann            |
| 1987 Sarajewo              | Jana Bode            | Susi Erdmann        | Dana Riedel             |
| 1989 Igls                  | Andrea Tagwerker     | Jean Roos           | Margit Paar             |
| 2011 Igls                  | Mona Wabnigg         | Dajana Eitberger    | Aileen Frisch           |
| 2012 Winterberg            | Aileen Frisch        | Katrin Rudolph      | Luzie Löscher           |
| 2013 Oberhof               | Nathalie Burkhardt   | Maria Naß           | Saskia Langer           |
| 2014 Sigulda               | Angelique Fleischer  | Wiktoria Demczenko  | Jekaterina Katnikowa    |
| 2015 Oberhof               | Jessica Tiebel       | Wiktoria Demczenko  | Saskia Langer           |
| 2016 Altenberg             | Jessica Tiebel       | Tina Müller         | OlesIa Michajlenko      |
| 2017 Oberhof               | Jessica Tiebel       | Hannah Prock        | Cheyenne Rosenthal      |
| 2018 Winterberg            | Cheyenne Rosenthal   | Jessica Tiebel      | Verena Hofer            |
| 2019 Sankt Moritz          | Verena Hofer         | Elīna Ieva Vītola   | Anna Berreiter          |

## Jedynki mężczyzn
| Rok i miejsce              | Zwycięzca              | 2. miejsce             | 3. miejsce                  |
| -------------------------- | ---------------------- | ---------------------- | --------------------------- |
| 1955 Davos                 | Katejan Peer           | Beat Haesler           | Willi Haslwanter            |
| 1956 Weißenbach bei Liezen | Anton Venier           | Ferdinand Steiner      | Josef Hollinger             |
| 1957 Vipiteno              | Josef Feistmantl       | Herbert Thaler         | Manfred Schweiberer         |
| 1958 Oberhof               | Max Leo                | Thomas Köhler          | Klaus Bonsack               |
| 1959 Weißenbach bei Liezen | Manfred Schweiberer    | Jean-Pierre Gottschall | Josef Fleischmann           |
| 1960 Villach               | Josef Neururer         | Paul Nadles            | Josef Fleischmann           |
| 1961 Davos                 | Gernot Pollhammer      | Manfred Mittelberger   | Manfred Schmid              |
| 1962 Bad Aussee            | Rudolf Bichler         | Manfred Schmid         | Anton Legat                 |
| 1963 Schönau am Königssee  | Zawody odwołano        | Zawody odwołano        | Zawody odwołano             |
| 1964 Kufstein              | Ernesto Mair           | Florian Aschauer       | Enrico Graber               |
| 1965 Karpacz               | Eugeniusz Śliwa        | Leonhard Frank         | Marian Kwiatkowski          |
| 1966 Igls                  | Bernd Roßmann          | Siegfried Müller       | Hans Pechtl                 |
| 1967 Friedrichroda         | Zawody odwołano        | Zawody odwołano        | Zawody odwołano             |
| 1968 Schönau am Königssee  | Siegfried Müller       | Karl-August Remmers    | Wolfram Fiedler             |
| 1969 Hammarstrand          | Wolfram Fiedler        | Stefan Hölzlwimmer     | Rudolf Schmid               |
| 1970 Villard-de-Lans       | Zawody odwołano        | Zawody odwołano        | Zawody odwołano             |
| 1971 Mariańskie Łaźnie     | Paul Hildgartner       | Bernd Hahn             | Horst Müller                |
| 1972 Kufstein              | Bernd Hahn             | Anton Winkler          | Hans-Heinrich Winkler       |
| 1973 Valdaora              | Dettlef Günther        | Karl Feichter          | Bernd Hahn                  |
| 1974 Schlehdorf            | Volker Messing         | Piotr Bugajczyk        | Michael Gardebäck           |
| 1975 Oberhof               | Bernhard Glass         | Hendrik Fischer        | Uwe Günther                 |
| 1976 Imst                  | Bernd Dreyer           | Jürgen Gerhard         | Uwe Handrich                |
| 1977 Igls                  | Johannes Schettel      | Bernd Beutel           | Gerhard Böhmer              |
| 1978 Winterberg            | Uwe Handrich           | Jürgen Gerhard         | Johannes Schettel           |
| 1979 Krynica-Zdrój         | Thomas Rührold         | Siergiej Danilin       | Jan Lindert                 |
| 1980 Hammarstrand          | Wilfried Vogel         | Andreas Bauch          | Walerij Pietrow             |
| 1981 Bludenz               | Jörg Hoffmann          | Detlef Bertz           | Wilfried Vogel              |
| 1983 Igls                  | Norbert Huber          | Markus Prock           | Georg Hackl                 |
| 1985 Schönau am Königssee  | Georg Hackl            | Uwe Reindl             | Maximilian Burghardtswieser |
| 1987 Sarajewo              | Gerhard Plankensteiner | Helmut Hölzlwimmer     | Alexander Bau               |
| 1989 Igls                  | Gerhard Plankensteiner | Wilfried Huber         | Alexander Bau               |
| 2011 Igls                  | Dominik Fischnaller    | Kevin Fischnaller      | Aleksander Peretjagin       |
| 2012 Winterberg            | Kevin Fischnaller      | Toni Gräfe             | Władimir Pitilimow          |
| 2013 Oberhof               | Emanuel Rieder         | Chris Eißler           | Georg Reumschüssel          |
| 2014 Sigulda               | Armin Frauscher        | Aleksander Stepiczew   | Riks Kristens Rozītis       |
| 2015 Oberhof               | Sebastian Bley         | Roman Riepiłow         | Nico Gleirscher             |
| 2016 Altenberg             | Jonas Müller           | Nico Gleirscher        | Kristers Aparjods           |
| 2017 Oberhof               | Max Langenhan          | Kristers Aparjods      | Nico Gleirscher             |
| 2018 Winterberg            | Max Langenhan          | Moritz Bollmann        | David Nössler               |
| 2019 Sankt Moritz          | David Nössler          | Moritz Bollmann        | Lukas Gufler                |

## Dwójki mężczyzn
| Rok i miejsce              | Zwycięzca                                | 2. miejsce                               | 3. miejsce                                  |
| -------------------------- | ---------------------------------------- | ---------------------------------------- | ------------------------------------------- |
| 1955 Davos                 | Zawody odwołano                          | Zawody odwołano                          | Zawody odwołano                             |
| 1956 Weißenbach bei Liezen | Ferdinand Steiner Wolfgang Schmeissl     | Josef Feistmantl Eduard Pirkmann         | Peter Katschtaler Franz Hartweger           |
| 1957 Vipiteno              | Ewald Walch Josef Mariner                | Helmut Thaler Herbert Thaler             | Robert Unterfrauner Josef Feistmantl        |
| 1958 Oberhof               | Helmut Thaler Herbert Thaler             | Wolfgang Winkler Leonhard Eham           | Klaus Bonsack Gerhard Kirchner              |
| 1959 Weißenbach bei Liezen | Wolfgang Winkler Leonhard Eham           | Giorgio Moroder Arnold Prinoth           | Anton Feldhammer Manfred Schmid             |
| 1960 Villach               | Anton Feldhammer Manfred Schmid          | Paul Nadles Josef Fleischmann            | Walter Fürutter Josef Neururer              |
| 1961 Davos                 | Zawody odwołano                          | Zawody odwołano                          | Zawody odwołano                             |
| 1962 Bad Aussee            | Rudolf Bichler Hermann Rohrer            | Anton Legat Herbert Mayer                | Rupert Hell Manfred Griesser                |
| 1963 Schönau am Königssee  | Zawody odwołano                          | Zawody odwołano                          | Zawody odwołano                             |
| 1964 Kufstein              | Ernesto Mair Enrico Graber               | Paul Fiegl Florian Aschauer              | Ryszard Nasiek Józef Matlak                 |
| 1965 Karpacz               | Gerhard Vater Reinhard Bredow            | Siegfried Müller Bernd Roßmann           | Jerzy Nasiek Eugeniusz Kowalski             |
| 1966 Igls                  | Siegfried Müller Bernd Roßmann           | Klaus Deschner Eberhard Schmidt          | Jan Navrátil Jan Janata                     |
| 1967 Friedrichroda         | Zawody odwołano                          | Zawody odwołano                          | Zawody odwołano                             |
| 1968 Schönau am Königssee  | Siegfried Müller Bernd Roßmann           | Rudolf Schmid Franz Schachner            | Josef Nagele Raimund Köfinger               |
| 1969 Hammarstrand          | Rudolf Schmid Franz Schachner            | Paul Hildgartner Walter Plaikner         | Horst Müller Manfred Neumann                |
| 1970 Villard-de-Lans       | Zawody odwołano                          | Zawody odwołano                          | Zawody odwołano                             |
| 1971 Mariańskie Łaźnie     | Hans-Henning Schulze Hans-Jürgen Neumann | Paul Hildgartner Hubert Graber           | Günther Lemmerer Alfons Obojes              |
| 1972 Kufstein              | Hans Rinn Norbert Hahn                   | Hans-Henning Schulze Hans-Jürgen Neumann | Karl Feichter Ernst Haspinger               |
| 1973 Valdaora              | Bernd Hahn Ulrich Hahn                   | Karl Feichter Ernst Haspinger            | Volker Messing Wilfried Weidner             |
| 1974 Schlehdorf            | Volker Messing Wolfgang Seifert          | Ray Lindfors Josef Mairhofer             | Jan Kasielski Krzysztof Kuklik              |
| 1975 Oberhof               | Bernd Dreyer Andreas Sauer               | Volker Messing Roland Herdmann           | Uwe Günther Harald Schmidt                  |
| 1976 Imst                  | Michael Körner Harald Schmidt            | Heinz Pacher Gerhard Hirzegger           | Thomas Rzeznizok Detlef Ammenhäuser         |
| 1977 Igls                  | Hans Stanggassinger Franz Wembacher      | Johannes Schettel Jürgen Pilz            | Bernd Oberhoffner Jörg-Dieter Ludwig        |
| 1978 Winterberg            | Johannes Schettel Patric Werner          | Volker Sotzmann Volker Dietrich          | Wiaczesław Szczugurow Władimir Tereszczenko |
| 1979 Krynica-Zdrój         | Jan Lindert Wojciech Kania               | Franz Wilhelmer Franz Lechleitner        | Jerzy Jebłeński Stanisław Socha             |
| 1980 Hammarstrand          | Volker Sotzmann Norbert Loch             | Klaus Rosenberger Wolfgang Staudinger    | Zdeněk Strnad Petr Kinzel                   |
| 1981 Bludenz               | František Bím Jiří Kraus                 | Thomas Schwab Wolfgang Staudinger        | Jens Schenke Jens Friedrich                 |
| 1983 Igls                  | Witalij Mielnik Dmitrij Aleksiejiew      | René Keller Lutz Kühnlenz                | Siegfried Federer Norbert Huber             |
| 1985 Schönau am Königssee  | Sven Eggert René Friedl                  | Witalij Mielnik Dmitrij Aleksiejiew      | Stefan Krauße Jan Behrendt                  |
| 1987 Sarajewo              | Marco Ernst Olaf Paschold                | Kurt Brugger Wilfried Huber              | Hermann Müller Daniel Schubert              |
| 1989 Igls                  | Andriej Nowickij Igor Ławrow             | Lewan Tibiłow Kacha Wachtangiszwili      | Mario Langenhan Andreas Bernhardt           |
| 2011 Igls                  | Aleksandr Denisjew Władisław Antonow     | Nico Grüßner Toni Förtsch                | Andriej Bogdanow Andriej Miedwiediew        |
| 2012 Winterberg            | Tim Brendel Florian Funk                 | Jurij Kalinin Siergiej Bieljiajew        | Marian Zemanik Jozef Petrulák               |
| 2013 Oberhof               | Julius Löffler Florian Küchler           | Florian Löffler Manuel Stiebing          | Tim Brendel Florian Funk                    |
| 2014 Sigulda               | Tim Brendel Florian Funk                 | Thomas Steu Lorenz Koller                | David Trojer Phillip Knoll                  |
| 2015 Oberhof               | Florian Löffler Manuel Stiebing          | Kristens Putins Kārlis Matuzels          | Jewgienij Jewdokimow Aleksiej Groszew       |
| 2016 Altenberg             | Florian Löffler Manuel Stiebing          | David Trojer Phillip Knoll               | Hannes Orlamünder Paul Gubitz               |
| 2017 Oberhof               | Hannes Orlamünder Paul Gubitz            | Nico Semmler Johannes Pfeiffer           | Ivan Nagler Fabian Malleier                 |
| 2018 Winterberg            | Dmitrij Buchniew Danił Kilsijew          | Wiesowłod Kaszkin Konstantin Korszunow   | Marian Gitlan Flavius Ion Craciun           |
| 2019 Sankt Moritz          | Hannes Orlamünder Paul Gubitz            | Max Ewald Jakob Jannusch                 | Leon Felderer Lukas Gufler                  |

## Drużynowe
| Rok i miejsce             | Zwycięzca                                                                             | 2. miejsce                                                                              | 3. miejsce                                                                                  |
| ------------------------- | ------------------------------------------------------------------------------------- | --------------------------------------------------------------------------------------- | ------------------------------------------------------------------------------------------- |
| 2012 Winterberg           | Niemcy · Aileen Frisch · Toni Gräfe · Tim Brendel · Florian Funk                      | Rosja · Jekatierina Baturina · Władimir Pitilomow · Jurij Kalinin · Siergiej Bieljiajew | Austria · Miriam Kastlunger · Armin Frauscher · Thomas Steu · Lorenz Koller                 |
| 2013 Oberhof              | Niemcy · Nathalie Burkhardt · Chris Eißler · Julius Löffler · Florian Küchler         | Włochy · Sandra Robatscher · Emanuel Rieder · Florian Gruber · Simon Kainzwaldner       | Rosja · Jekaterina Katnikowa · Aleksander Gorbacewicz · Jurij Kalinin · Siergiej Bieljiajew |
| 2014 Sigulda              | Niemcy · Angelique Fleischer · Toni Gräfe · Tim Brendel · Florian Funk                | Łotwa · Ulla Zirne · Riks Kristens Rozītis · Kristens Putins · Kārlis Matuzels          | Rosja · Wiktoria Demczenko · Aleksander Stepiczew · Stanisław Malcew · Oleg Faszudinow      |
| 2015 Oberhof              | Rosja · Wiktoria Demczenko · Roman Riepiłow · Jewgienij Jewdokimow · Aleksiej Groszew | Łotwa · Kendija Aparjode · Kristers Aparjods · Kristens Putins · Kārlis Matuzels        | Austria · Nina Prock · Nico Gleirscher · David Trojer · Phillip Knoll                       |
| 2016 Altenberg            | Niemcy · Jessica Tiebel · Paul-Lukas Heider · Florian Löffler · Manuel Stiebing       | Austria · Madeleine Egle · Jonas Müller · David Trojer · Phillip Knoll                  | Rosja · Olesia Michajlenko · Jewgienij Pietrow · Jewgienij Jewdokimow · Aleksiej Groszew    |
| 2017 Schönau am Königssee | Niemcy · Jessica Tiebel · Max Langenhan · Hannes Orlamünder · Paul Gubitz             | Włochy · Hannah Niederkofler · Lukas Gufler · Ivan Nagler · Fabian Malleier             | Łotwa · Elina Ieva Vitola · Kristers Aparjods · Martins Bots · Roberts Plume                |
| 2018 Winterberg           | Niemcy · Cheyenne Rosenthal · Max Langenhan · Hendrik Seibert · Calvin Meister        | Włochy · Verena Hofer · Leon Felderer · Felix Schwarz · Lukas Gufler                    | Rosja · Kristina Szamowa · Danił Lebiediew · Dmitrij Buchniew · Danił Kilsijew              |
| 2019 Sankt Moritz         | Niemcy · Jessica Tiebel · Max Langenhan · Hannes Orlamunder/ · Paul Gubitz            | Łotwa · Elīna Ieva Vītola · Gints Bērziņš · Mārtiņš Bots · Roberts Plūme                | Włochy · Verena Hofer · Alex Gufler · Leon Felderer · Lukas Gufler                          |

## Klasyfikacja medalowa
| Miejsce | Państwo        |    |    |    | Razem |
| ------- | -------------- | -- | -- | -- | ----- |
| 1.      | NRD            | 37 | 29 | 30 | 96    |
| 2.      | Niemcy         | 25 | 13 | 10 | 48    |
| 3.      | Austria        | 21 | 21 | 23 | 65    |
| 4.      | Włochy         | 13 | 11 | 9  | 33    |
| 5.      | RFN            | 9  | 17 | 13 | 39    |
| 6.      | Polska         | 4  | 4  | 10 | 18    |
| 7.      | Rosja          | 3  | 7  | 10 | 20    |
| 8.      | ZSRR           | 2  | 4  | 3  | 9     |
| 9.      | Czechosłowacja | 2  | 2  | 2  | 6     |
| 10.     | Szwajcaria     | 1  | 2  | 1  | 4     |
| 11.     | Łotwa          | 0  | 6  | 3  | 9     |
| =12.    | Rumunia        | 0  | 0  | 1  | 1     |
| =12.    | Słowacja       | 0  | 0  | 1  | 1     |
| =12.    | Szwecja        | 0  | 0  | 1  | 1     |